# Rue Cuvier (Paris)
La rue Cuvier est une voie située dans le 5e arrondissement de Paris dans les quartiers du Jardin-des-Plantes et Saint-Victor.

## Origine du nom

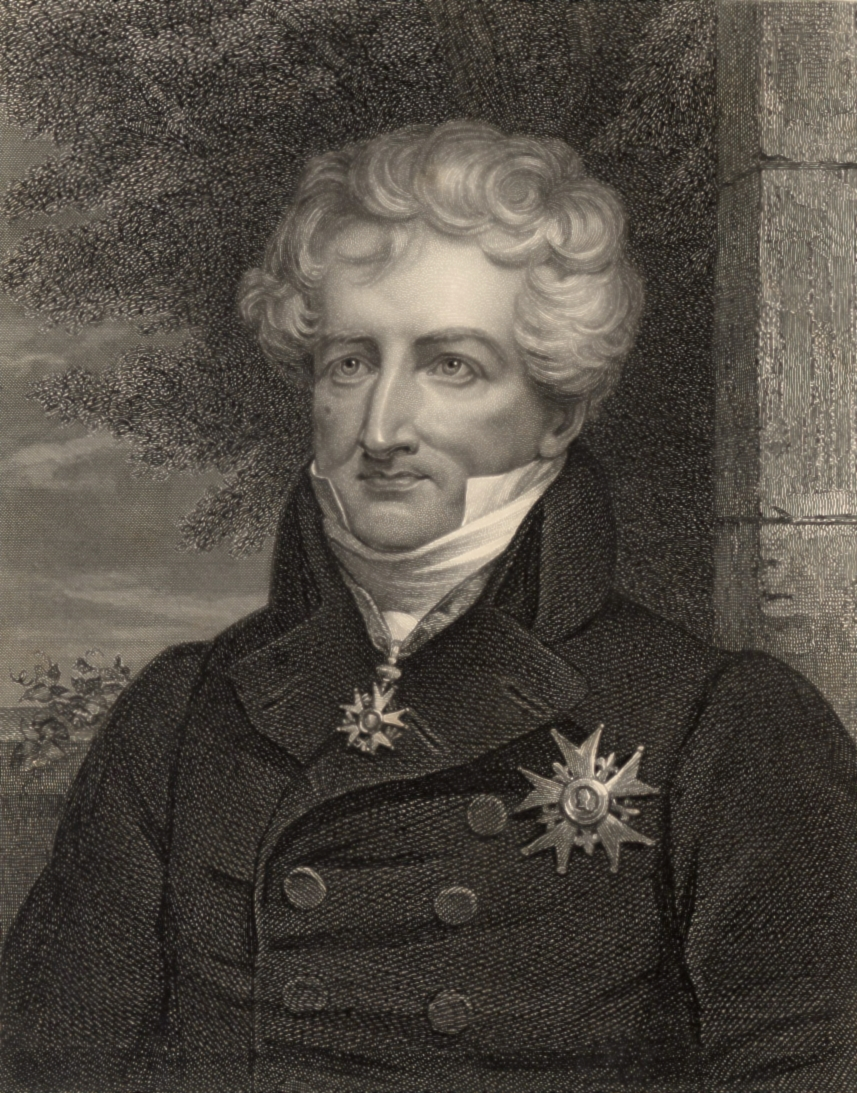
Georges Cuvier.

Elle est nommée en l'honneur de Georges Cuvier (1769-1832), naturaliste et paléontologue français.

## Historique
Située sur la terre d'Alez, la rue prit de nombreux noms au cours de son histoire. En 1552 c'était la « rue Derrière-les-Murs-de-Saint-Victor » car elle longeait au sud l'abbaye Saint-Victor. Lorsque les Victorins détournèrent la Bièvre, elle s'appela « rue du Ponceau » car elle enjambait dès lors le « canal des Victorins » par un ponceau (petit pont) situé au niveau de la rue Jussieu. Une fois ce canal comblé et le ponceau démoli, ce fut ensuite la « rue de Seine », avant d'être renommée par décret royal, le 8 novembre 1838, « rue Cuvier ».

## Bâtiments remarquables et lieux de mémoire
- L'université Pierre-et-Marie-Curie (campus Jussieu) qui la borde sur quatre cinquièmes de sa longueur du côté des numéros pairs, au nord, accueillait jadis les locaux historiques de la faculté des sciences de Paris. S'y trouve aujourd'hui l'Institut de physique du globe de Paris, à l'angle de la rue Jussieu. Quant à la barre d'immeubles de 15 000 m2 construite en 1961 par l'architecte Urbain Cassan, elle accueillait « des bureaux, des laboratoires, des salles pour l’enseignement et de la recherche, des services administratifs » ; elle doit être reconvertie en résidence universitaire d'ici 2026[3].
- Le Muséum national d'histoire naturelle, dont le Jardin des plantes et la ménagerie du Jardin des plantes la borde sur toute sa longueur du côté des numéros impairs, au sud ; au no 57 se trouve l'adresse postale de cet établissement, car l'hôtel de Magny, situé à ce numéro, en abrite la direction (cet hôtel avait été incorporé au jardin en 1787 par Buffon) et au no 61 la maison de Chevreul.
- Un réseau de galeries de carrières souterraines (qui ne communique pas avec les autres) est circonscrit à l’ouest du jardin des plantes[4] et aux rues adjacentes : Geoffroy St-Hilaire, Linné et Cuvier (jadis appelée « rue de Seine »[5]) ; le seul accès se trouve à l'Hôtel de Magny.
- La fontaine Cuvier se trouve au no 20, à l'angle avec la rue Linné. À cet endroit se trouvait jadis la prison de l’abbaye de Saint-Victor, incorporée dans la « tour d’Alexandre » à laquelle était accolée la fontaine Saint-Victor aussi appelée fontaine d’Alexandre ou fontaine de la Brosse, démolie en 1840[6].
- Au no 14 se trouve un immeuble attribué à l’architecte Charles Rohault de Fleury[7], auteur notamment des deux grandes serres du Jardin des plantes de Paris[8]. Le peintre Édouard-Charles Brongniart (1830-1903) a habité à cette adresse[9].
- À l’angle avec le quai Saint-Bernard, et au no 10, subsistent les grilles de l’ancienne halle aux vins[10]. Au sommet de celles-ci, figurent des pommes de pin. Elles symbolisent, pour les marchands de vin, la résine qui est utilisée pour l’étanchéité des tonneaux[11].

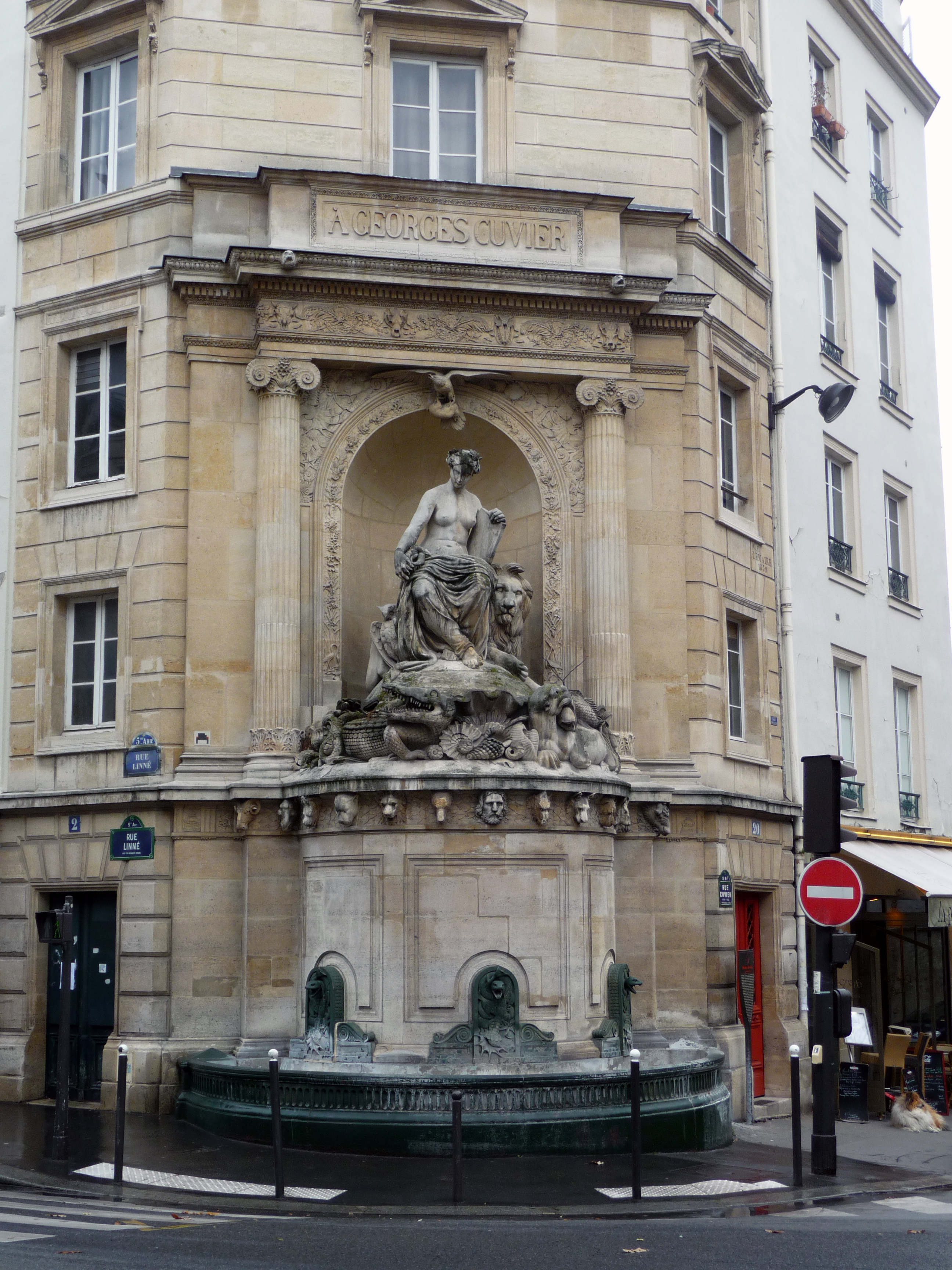
La fontaine Cuvier à l'angle des rues Cuvier et Linné.
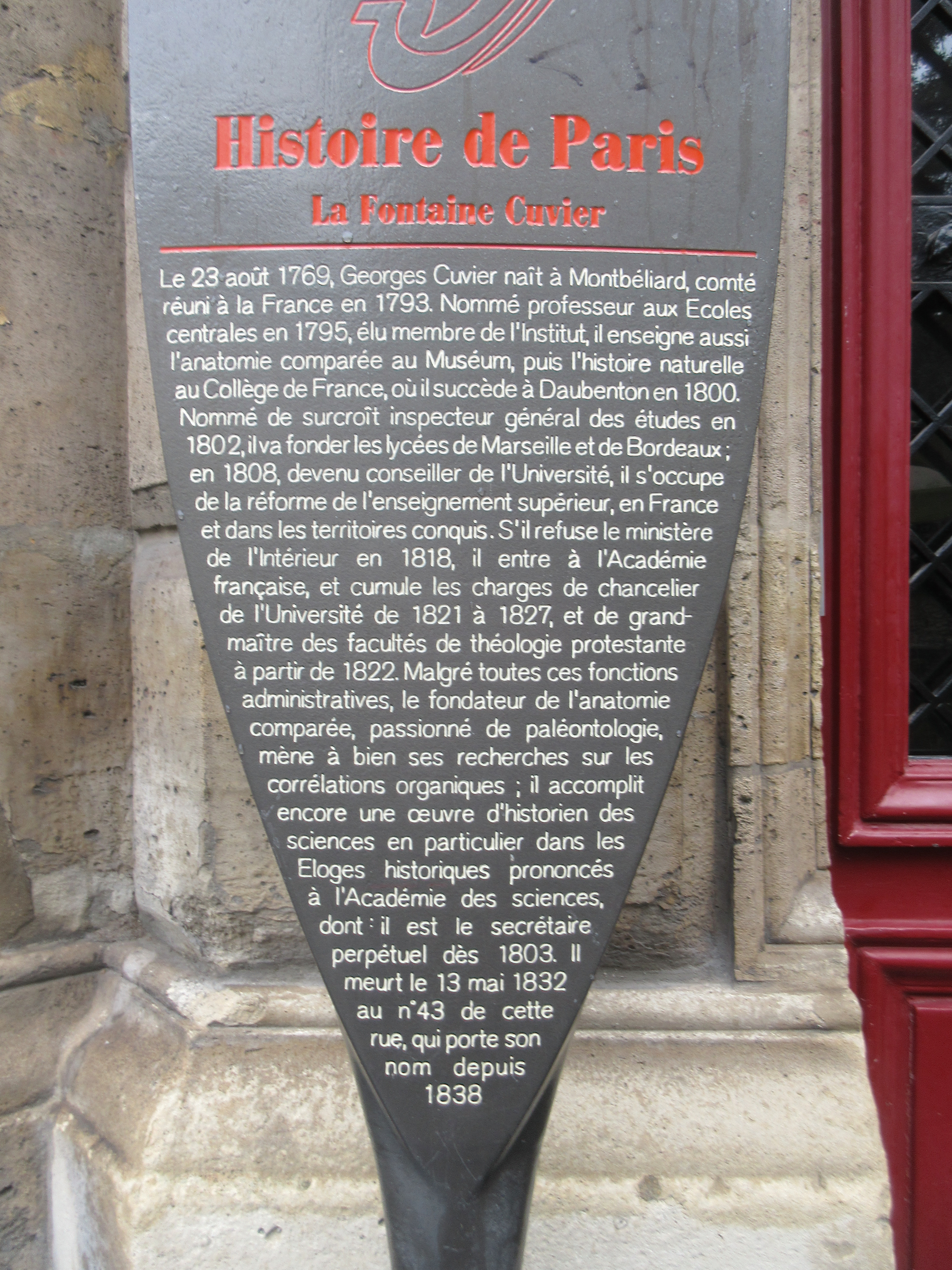
Panneau Histoire de Paris de la fontaine Cuvier.
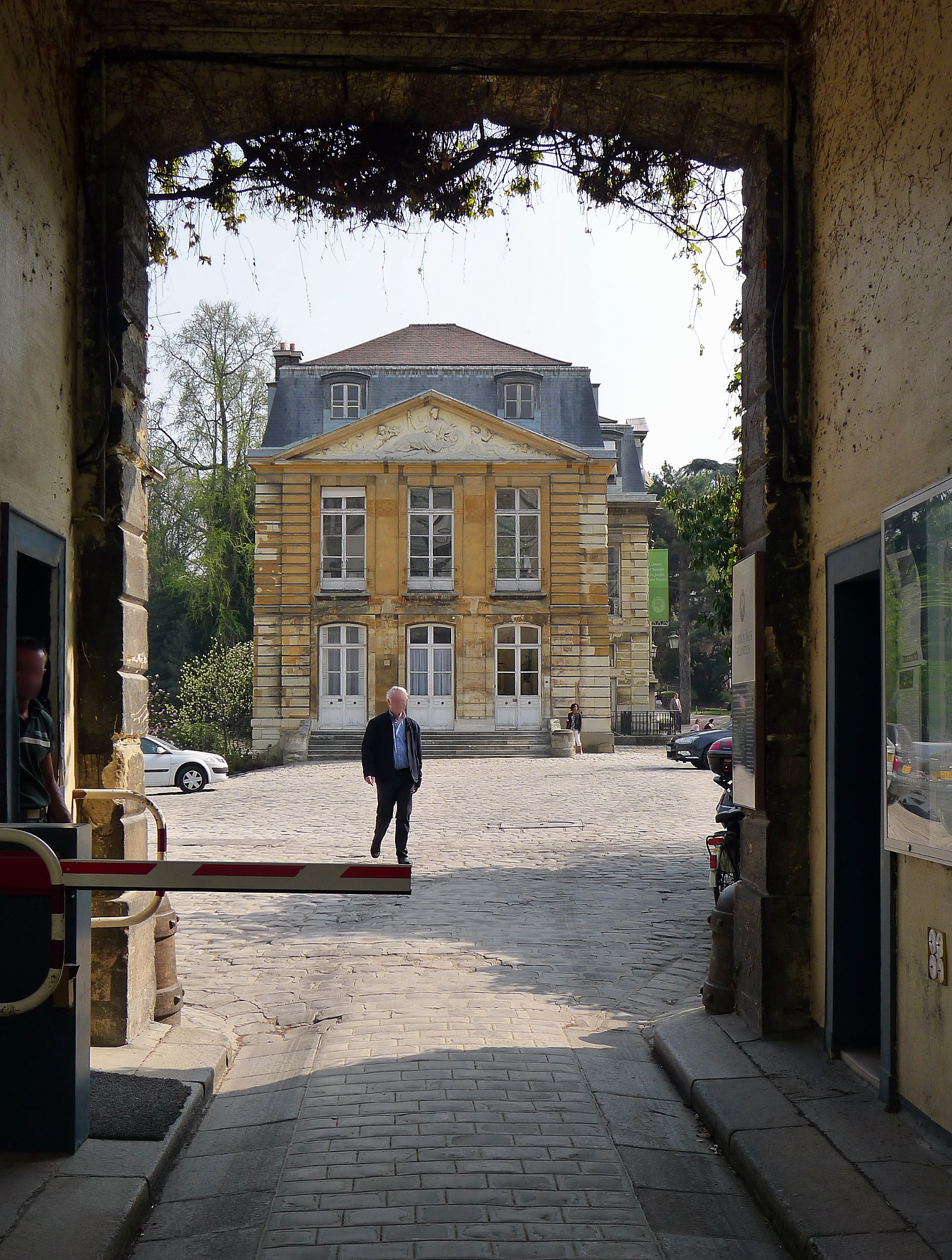
Au no 57 l'entrée du Muséum et du Jardin des plantes, avec vue sur l'hôtel de Magny.
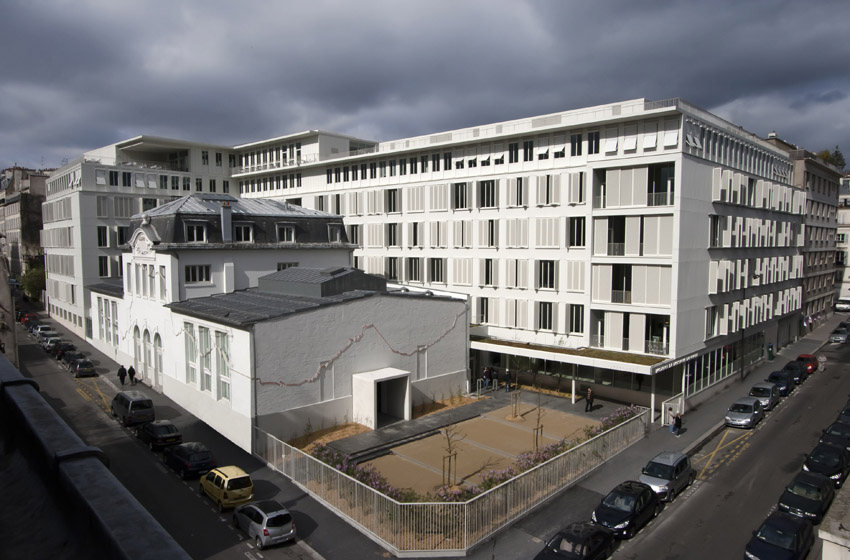
L'Institut de physique du globe de Paris à l'angle des rues Cuvier et Jussieu.
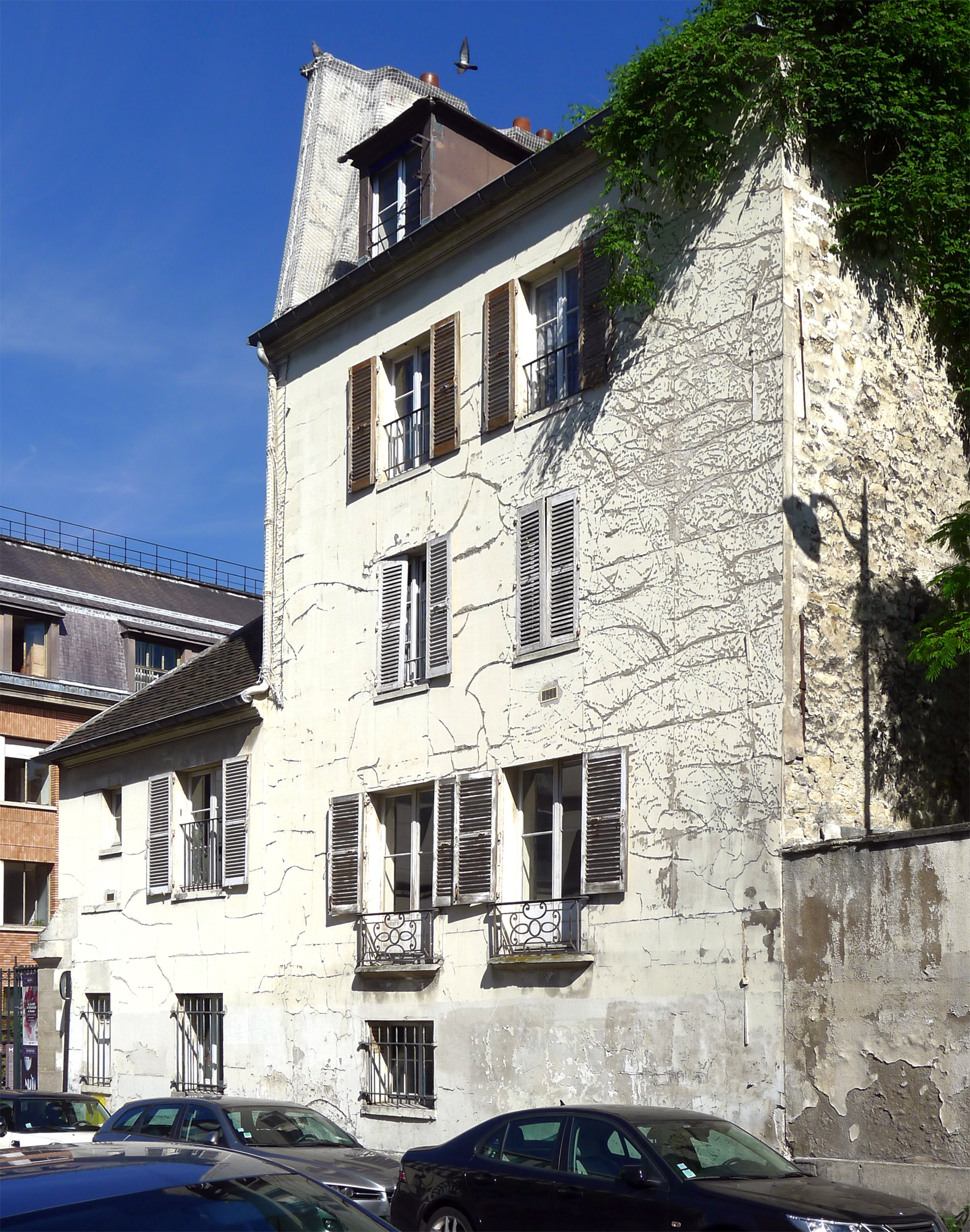
La maison de Cuvier au no 47.
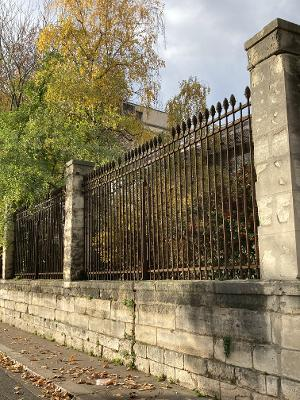
Clôture de l'ancienne halle aux vins.
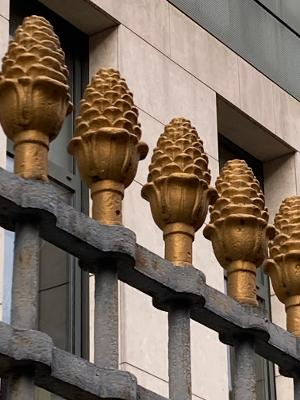
no 10 : grille de l'ancienne halle aux vins (détail) ornée de pommes de pin.

## Situation et accès
Elle est accessible par les lignes de métro 7 et 10 à la station Jussieu.